# بربار
 بربار  بكسر الباء والراء، قيل جمع: « بربا»، كلمة قبطية، وأظنه اسماً لموضع العبادة أو البناء المحكم. تابعة لناحية كوخرد  (بالفارسية: بخش كوخرد)  من توابع مدينة بستك في محافظة هرمزگان في جنوب إيران. هي قرية صغيرة في أسفل هضبة بربار، تقع في داخل الجبال. بها عيون عذبة وأخرى مالحة.

## السكان
يبلغ عدد سكانها حوالي 200 شخص من أهل السنة والجماعة وعلى المذهب الشافعي. بها مسجدين، ومدرسة مشتركة، وسبعة برك لحفظ مياه الأمطار، وبها مزارع النخيل، وأراضي زراعية وغدير مملوء بالماء على مدار السنة، بها وادي كبير يسمى بالهجة المحلية: « خُور گِرد» وتعني :(وادي الدائري).

## حدود قرية بربار
من الشمال: سلسلة جبال الناخ، ومن الجنوب قرية ديخور، ومن الغرب قرية بدمستان، ومن الشرق تنتهي بـقرية تخت قرو.

## موقع القرية عل خارطة غوغل ماب
- موقع بربار على: Google Maps